# Donaufietsroute

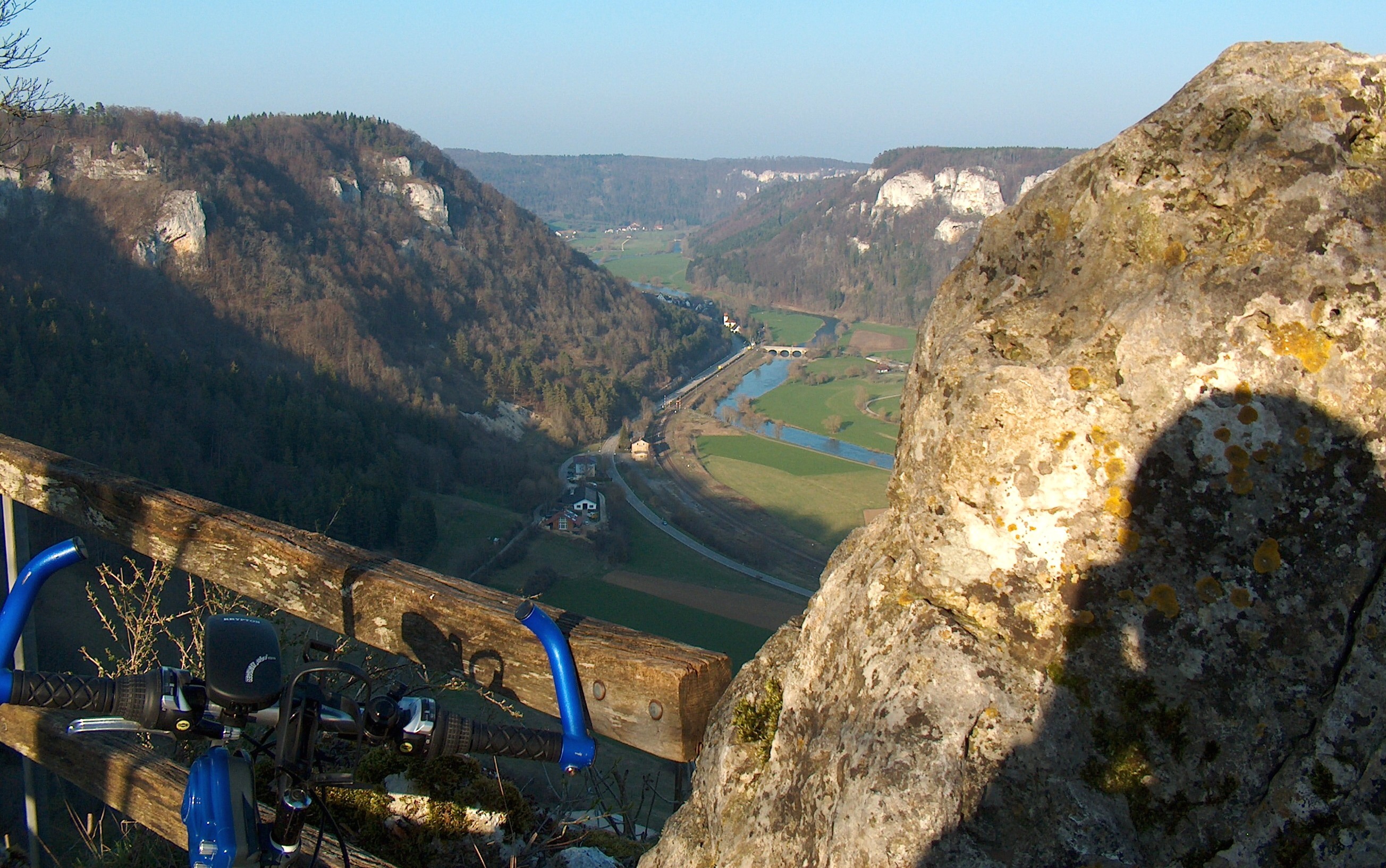
Donaudurchbruchstal in het Zwabische Alb, natuurpark Hoge Donau

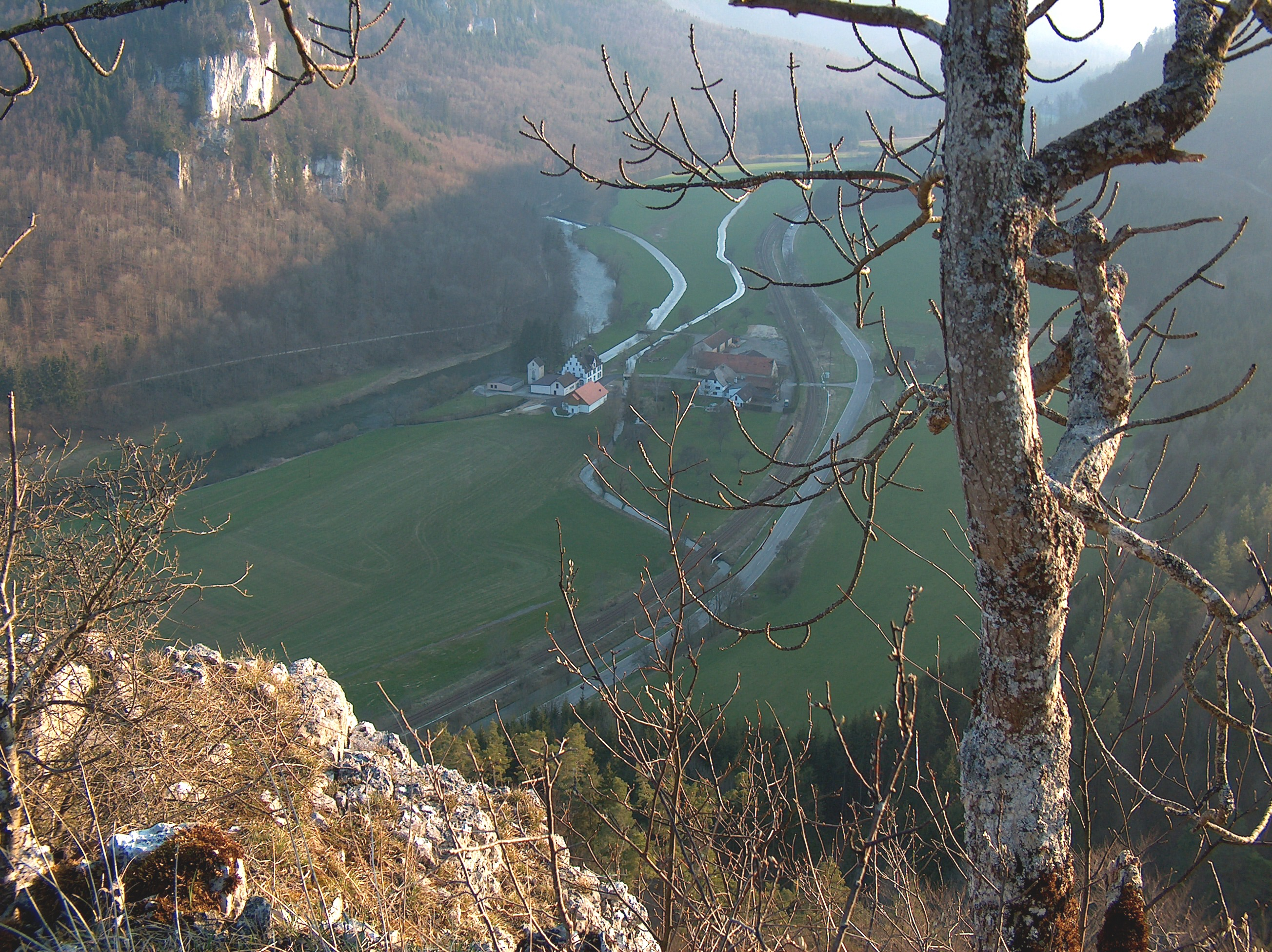
Donaudurchbruchstal in het Zwabische Alb, natuurpark Hoge Donau, stroomafwaarts

De Donaufietsroute, Donauradweg of Donauroute is een fietsroute in Europa die loopt langs de Donau door Duitsland, Oostenrijk, Slowakije en Hongarije. De Donauradweg heeft een lengte van 1500 km. Er worden verschillende fietsvakanties georganiseerd langs de Donauradweg. Het overgrote deel van de Donauradweg is onderdeel van de grotere EuroVelo 6 - Atlantische Kust - Zwarte Zee (Rivierenroute). 
De route is ingedeeld in drie trajecten:
- het Duitse traject, tussen Donaueschingen waar de Donau begint en de grensstad Passau. Dit traject is 559 km lang.
- het Oostenrijkse traject, tussen Passau en Wenen. Tussen Passau en Linz is er een noordelijke en een zuidelijke variant. De noordelijke loopt door Passau - Kramesau - Sankt Martin - Linz en heeft een totale lengte van 88 km. De zuidelijke loopt door Passau - Engelhartszell - Aschach - Linz en is 87 km lang.
- het Hongaarse traject, tussen Wenen en Boedapest, dat 306 km lang is. Ook op dit traject zijn er verschillende varianten.

## In Duitsland

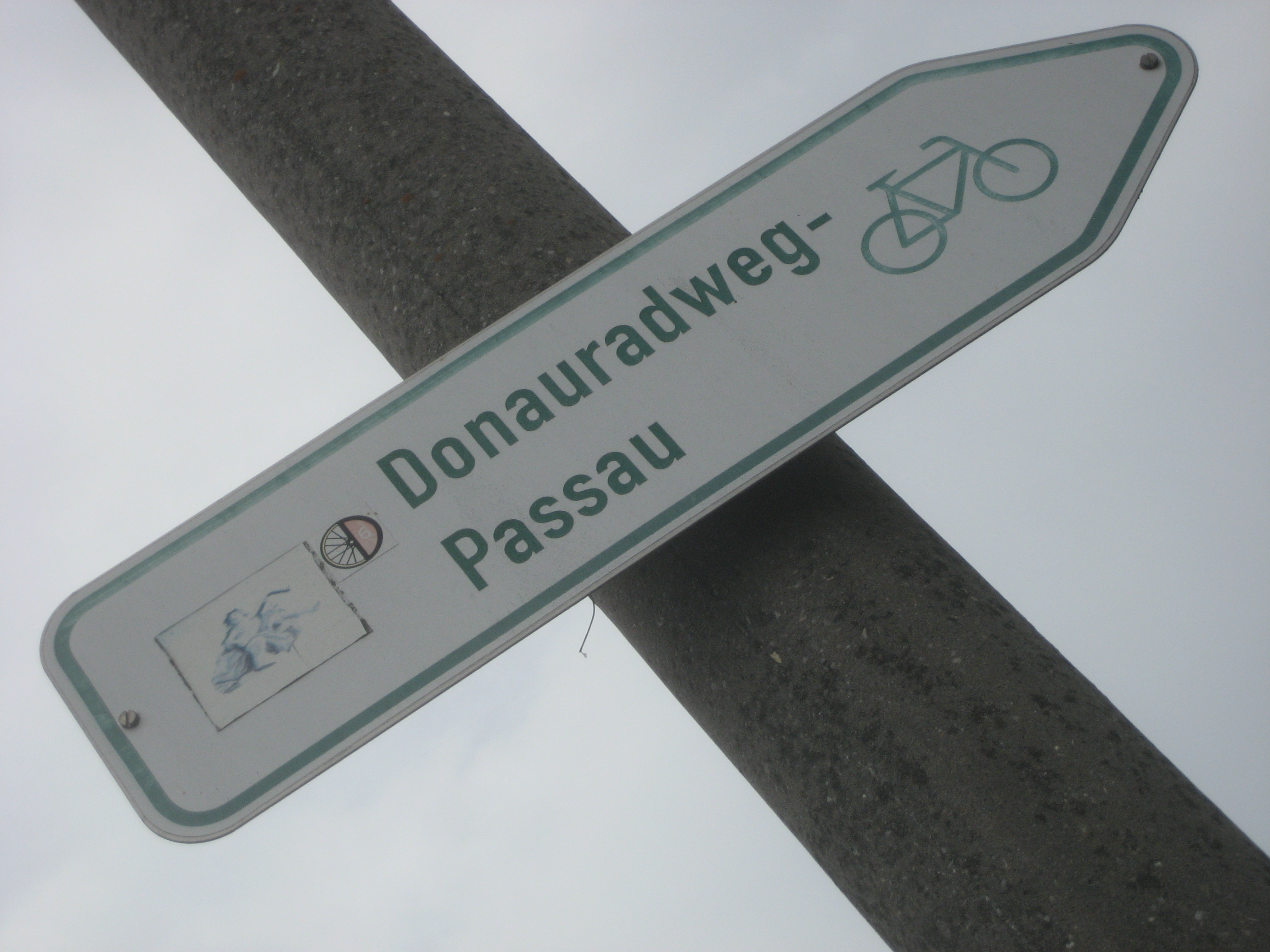
Richtingbordje Donauradweg

Van de Donaubron in Donaueschingen loopt de Donauradweg naar Tuttlingen door de hoogvlakte Baar. Vanaf Tuttlingen begint nationaal park Hoge Donau (Obere Donau), waar volgens sommigen het mooiste deel is van de hele Donauradweg. De Donautalbahn van Donaueschingen naar Ulm volgt de fietsroute op grote stukken wat de mogelijkheid biedt om af te wisselen tussen fietspad en spoorweg. Vele burgen, kastelen, ruïnes, kloosters en barokkerken bevinden zich in het Hoge Donaudal, waaronder Burg Wildenstein, abdij van Beuron, Kasteel Sigmaringen, en de Nikolauskirche (Scheer). Nabij de stad Scheer verlaat de fietsroute de Schwäbische Alb en komt in de brede en open Hoogzwabische Donaudalen terecht. Na Riedlingen, Obermarchtal en Ehingen loopt de Donauradweg door Ulm en verlaat daarna het Bundesland Baden-Württemberg. Van hier begint het Beierse gedeelte dat ook wel bekendstaat als Via Danubia. Nadat de route Donauwörth, Weltenburg, Kelheim en Regensburg doorkruist heeft loopt ze richting Passau. In Passau, neemt de Donau - en de Donauradweg - een bocht en loopt ze richting de Oostenrijkse grens. Bij Obernzell steekt de fietsroute de Donau - en tegelijkertijd ook de grens - over met behulp van een stuwdam.
Tussen Sigmaringen en Passau is de route onderdeel van de Duitse landelijke route D6 - Donaufietsroute.

## In Oostenrijk
De fietsroute loopt langs Ameisberg, door het landschap van Mühlviertel, langs de Schlögener Schlinge, langs Eferding, door Linz, de Donau-Kulturraum en de Strudengau bij Ybbs an der Donau. Vanaf Ybbs bevindt de fietsroute weer aan beide kanten van de Donau. Zo gaat de Donauradweg door naar Melk, Wachau, Krems, Tulln, Klosterneuburg en uiteindelijk naar Wenen. Nadat de Donau Wenen verlaat begint de reis in het nationaal park  Donau-Auen. Vervolgens komt de Slowaakse grens in nabijheid in de plaats Hainburg.

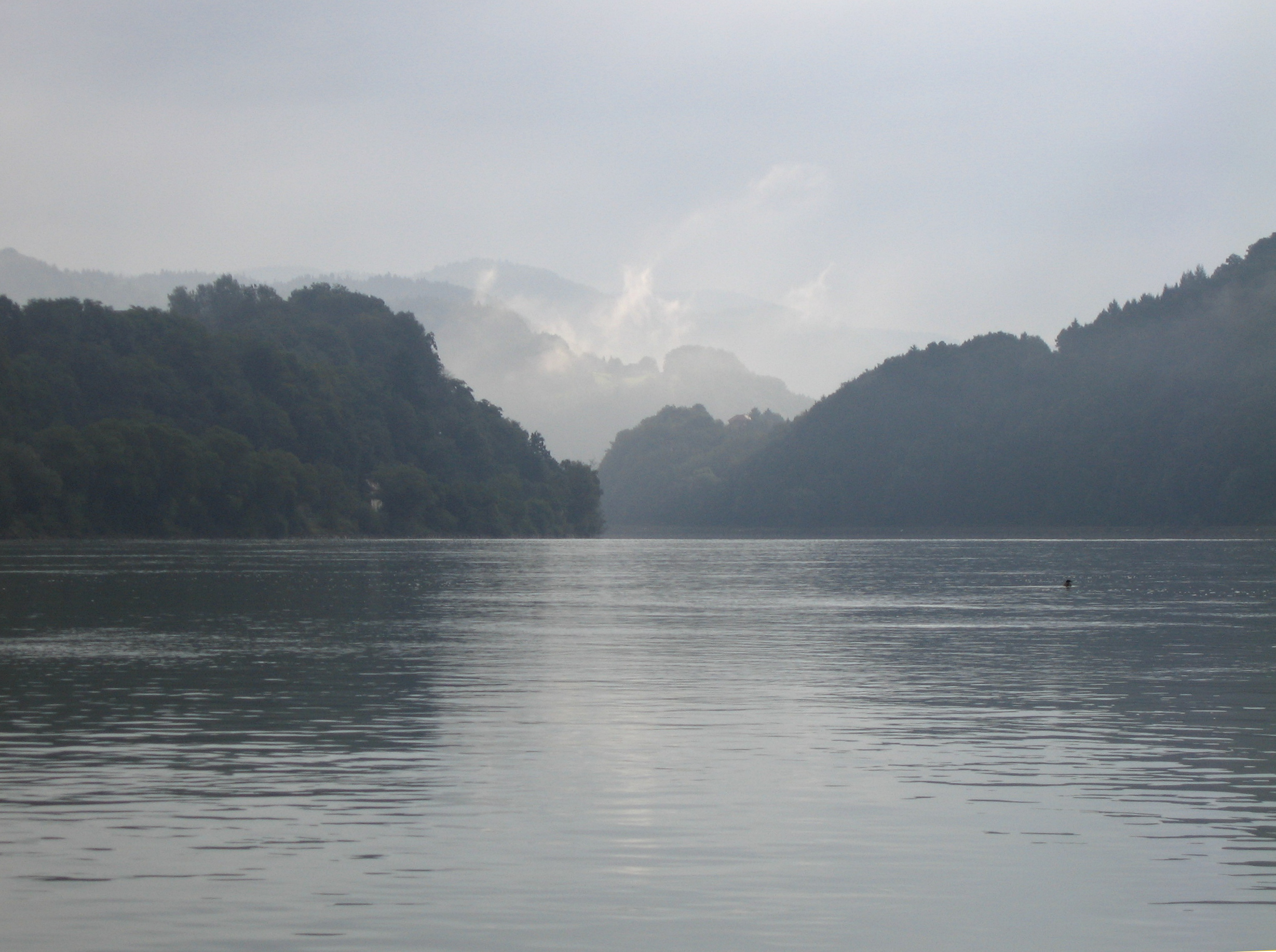
Strudengau
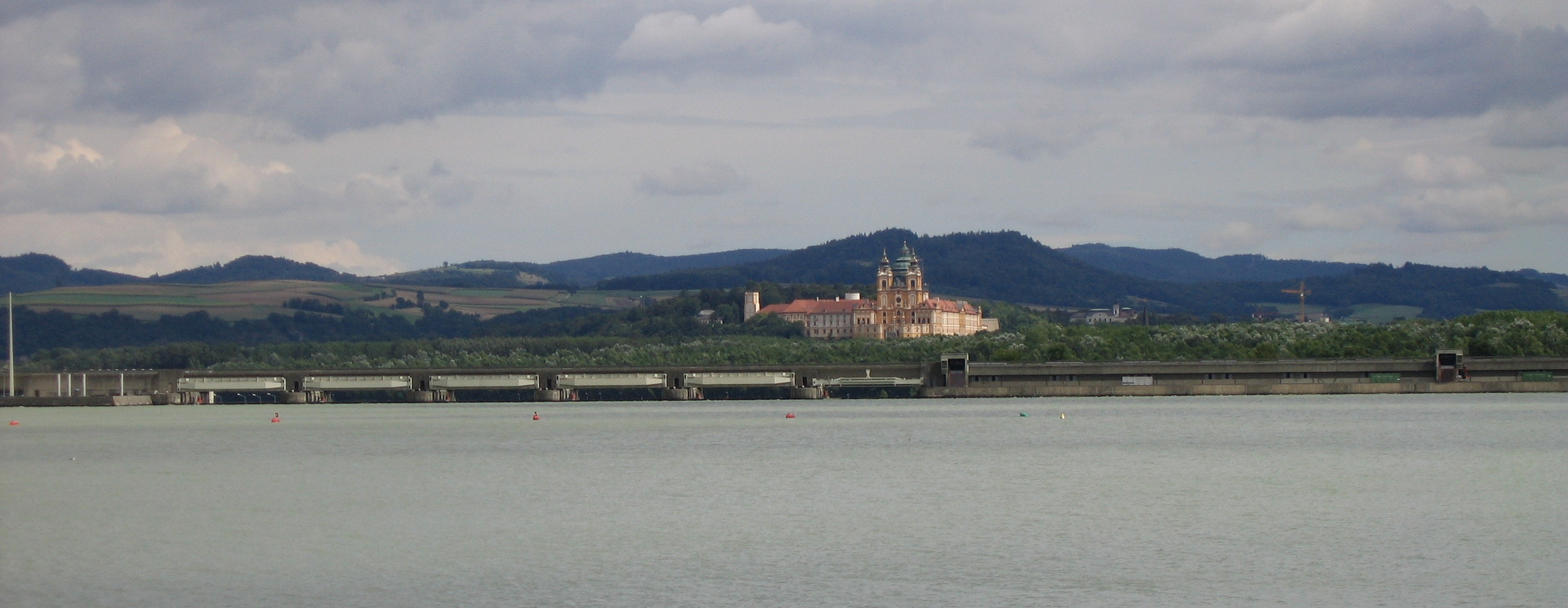
Nabij Melk
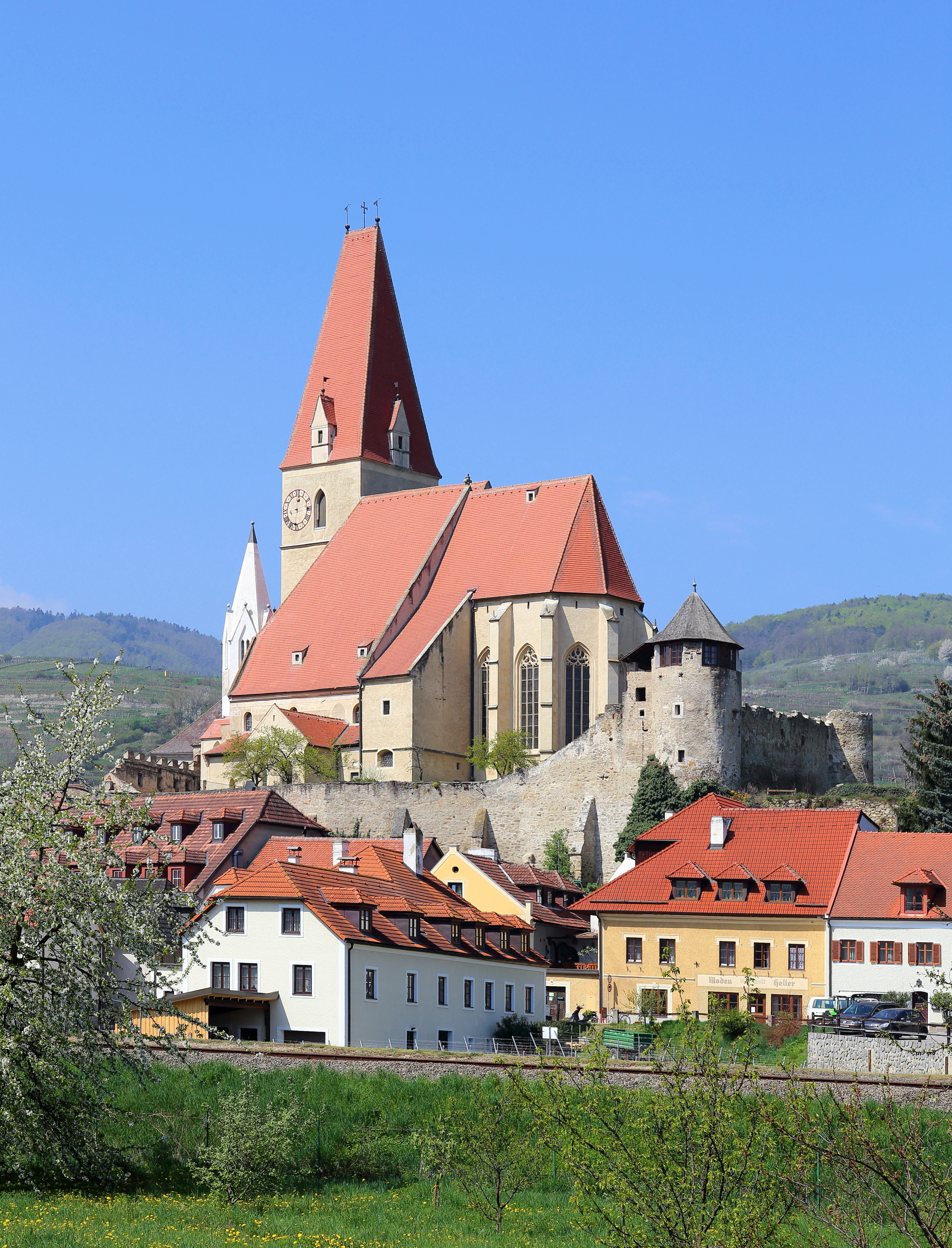
Witte kerken in Wachau
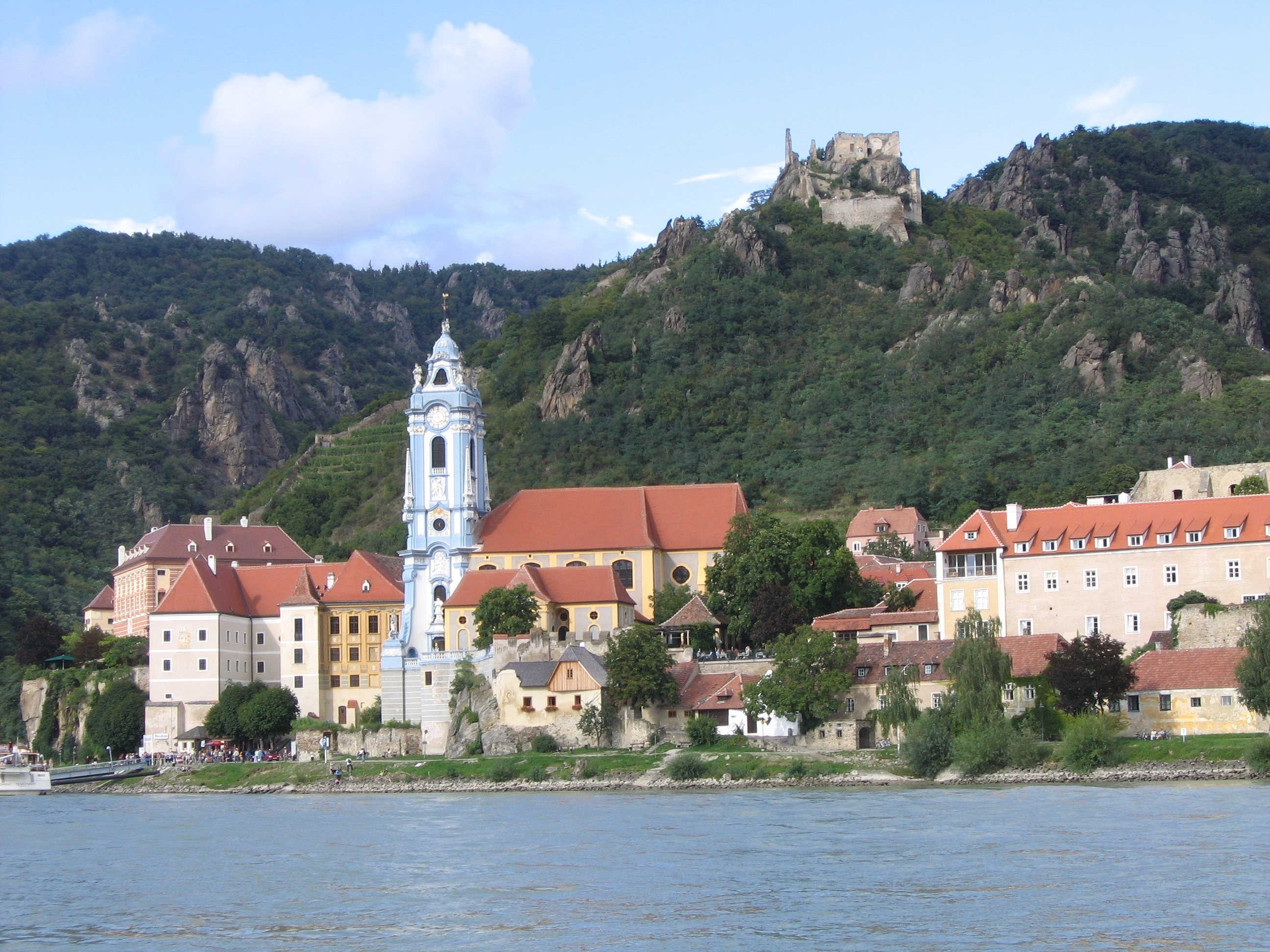
Dürnstein
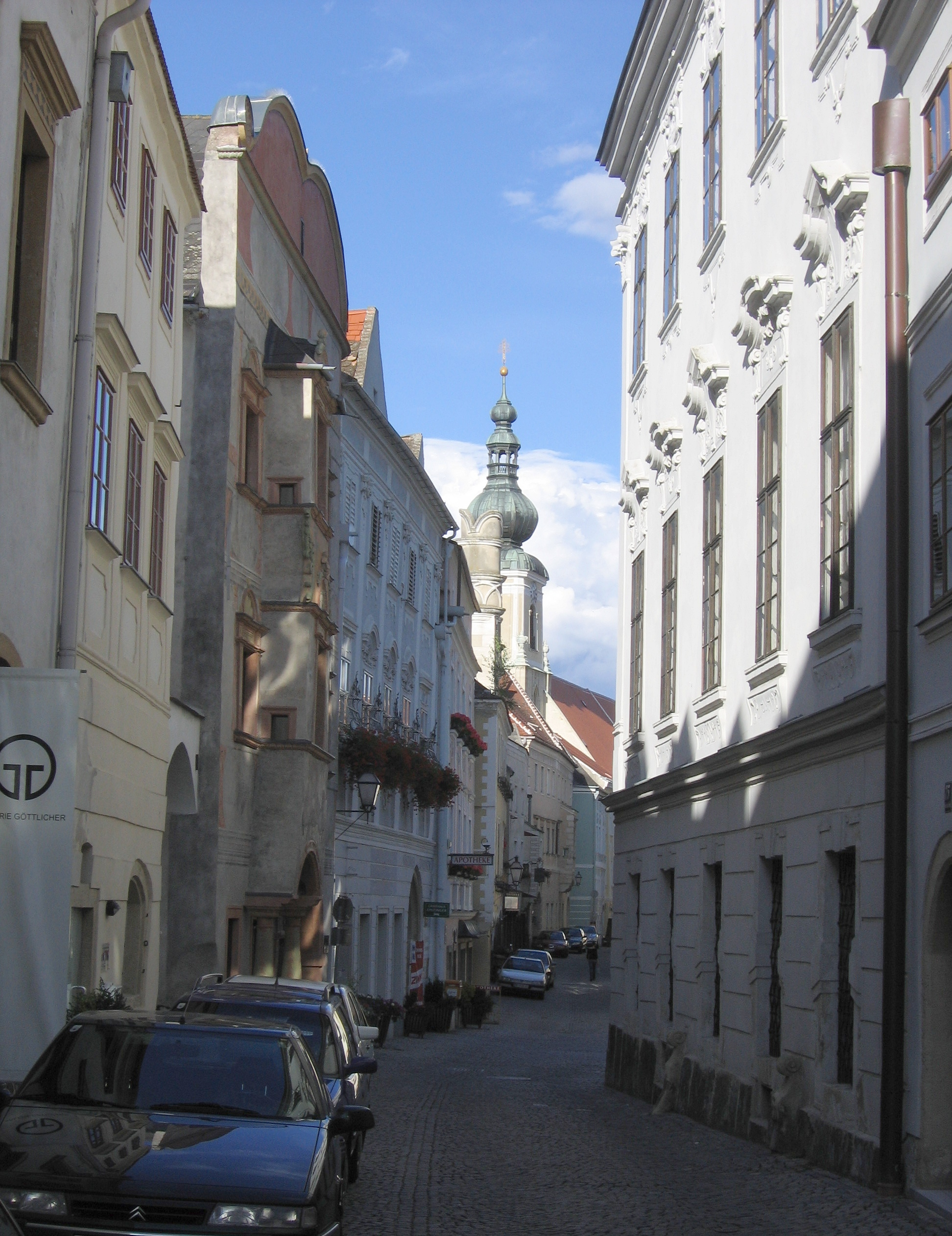
Krems-Stein
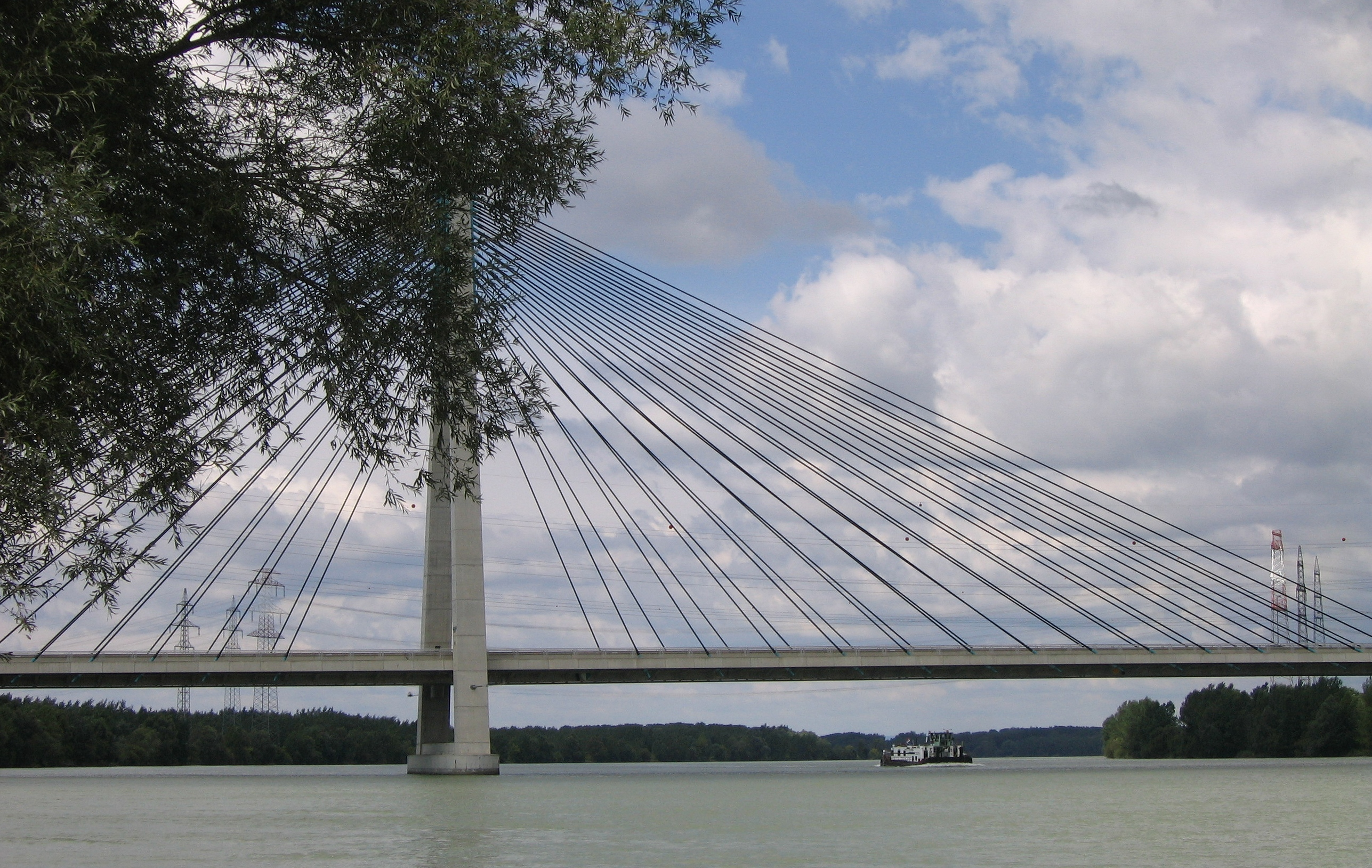
Donaubrug bij Tulln
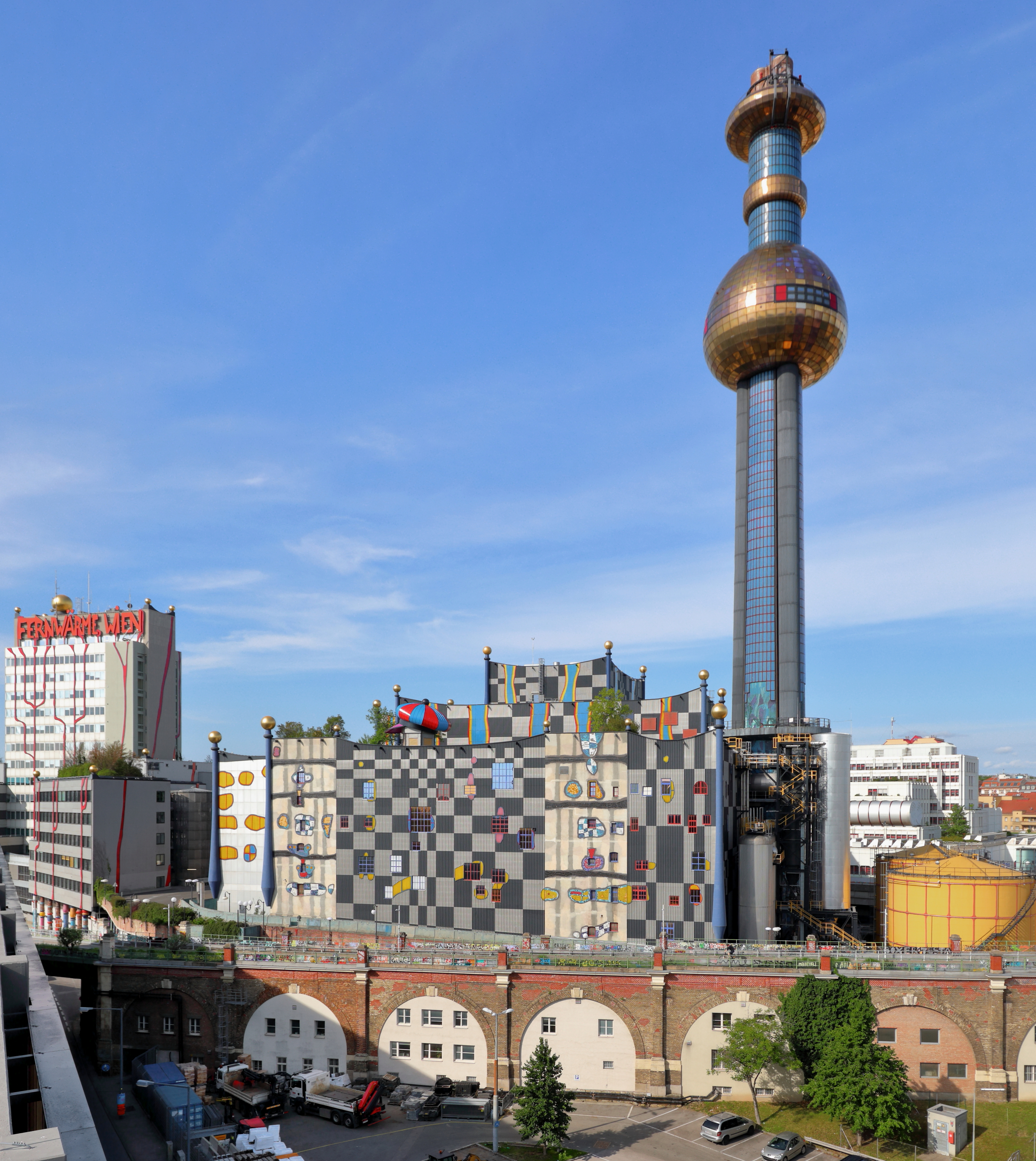
Wenen
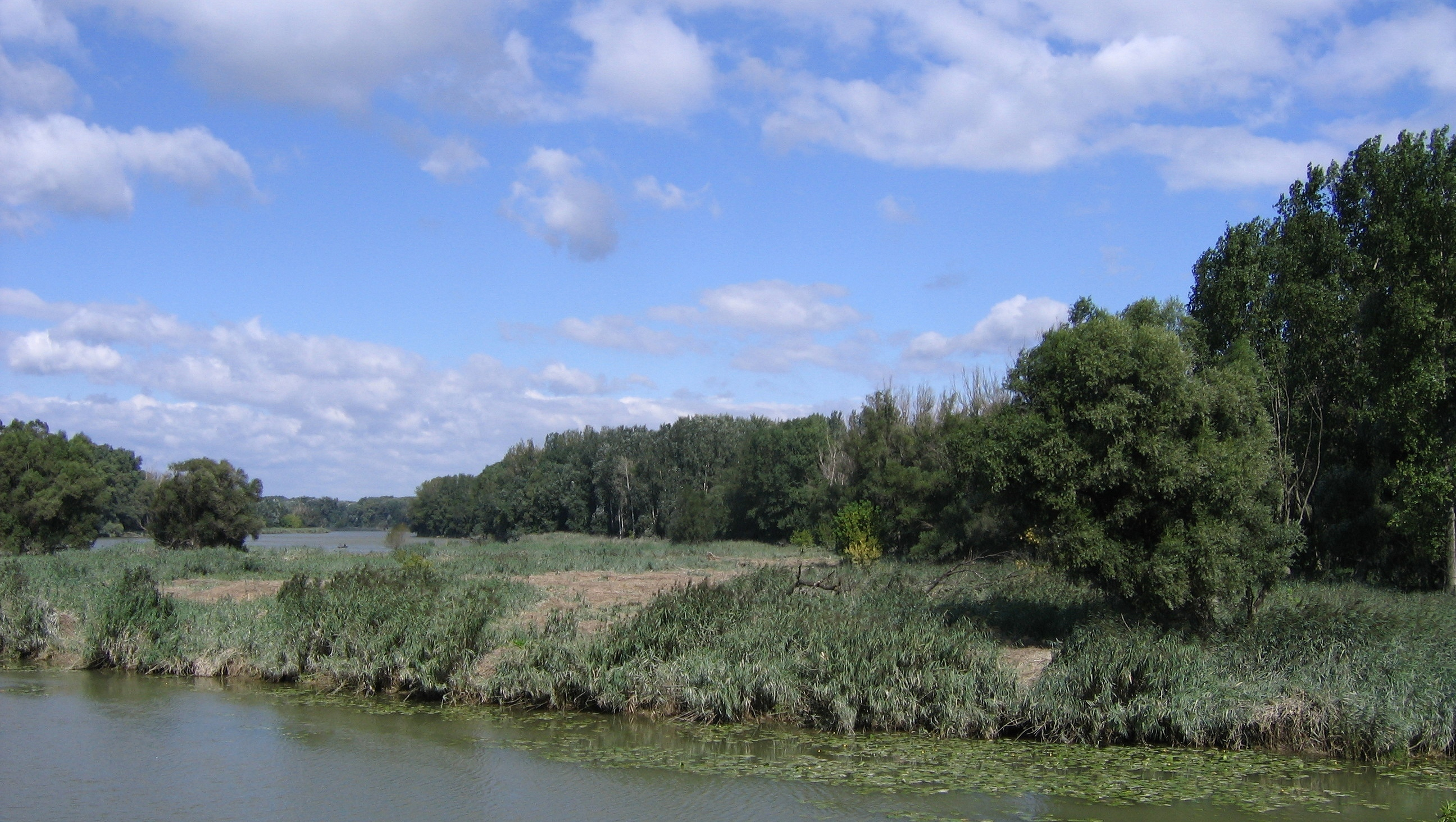
Auenlandschap nabij Wenen

## In Slowakije en Hongarije
Van Bratislava doorkruist de route het Slowaakse gedeelte van de Kleine Hongaarse Laagvlakte. De route loopt langs de waterkrachtcentrale van Gabčíkovo richting de grensstad Komárno. Er is ook een alternatieve route op Hongaars grondgebied naar Komárom, maar die wijkt een paar kilometers van de Donau af. Wel biedt de alternatieve route de mogelijkheid om de steden Győr en Mosonmagyaróvár te bezoeken. Van Komárno / Komárom (de stad ligt voor een deel in Slowakije en voor een deel in Hongarije) tot Esztergom loopt de route afwisselend op Slowaaks en Hongaars grondgebied. In Esztergom maakt de Donau een bocht naar het zuiden en doorkruist het Hongaarse middelgebergte. Onderweg loopt de route nog door Szentendre maar niet veel verder eindigt de Donauradweg, na iets meer dan 1200 km, in de Hongaarse hoofdstad, Boedapest.

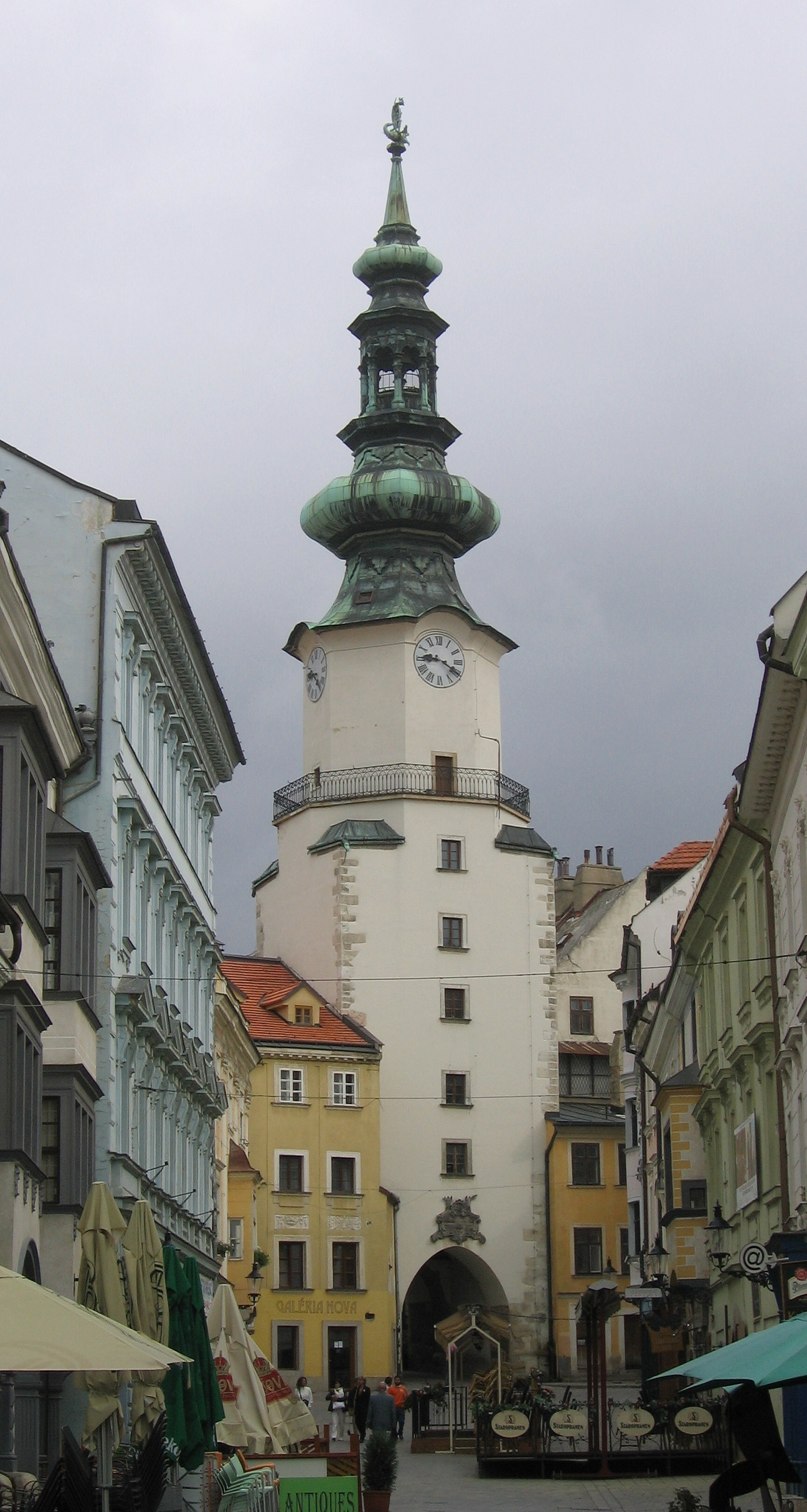
Bratislava
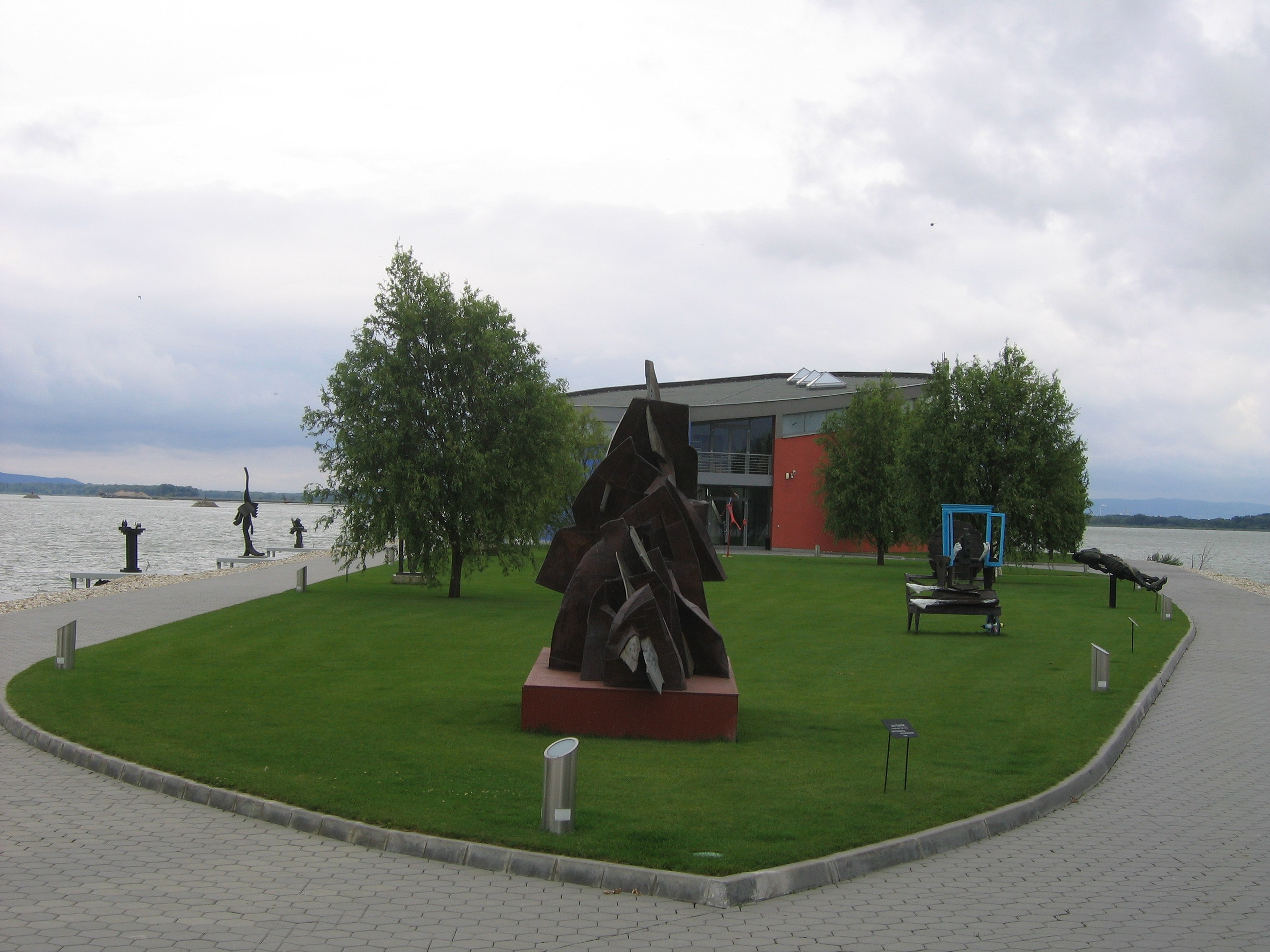
Danubiana Meulensteen Art Museum in Čunovo
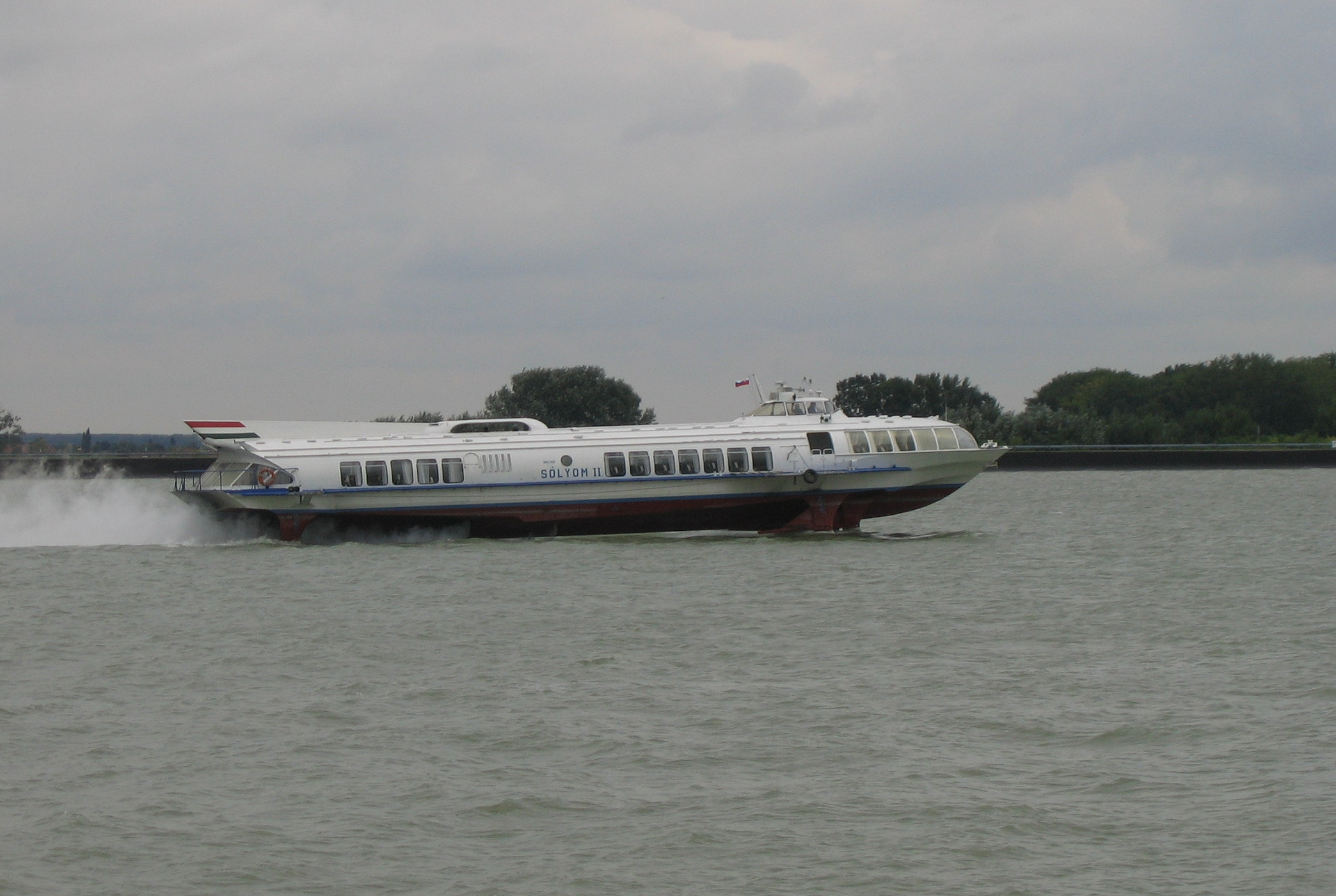
Donau in Slowakije
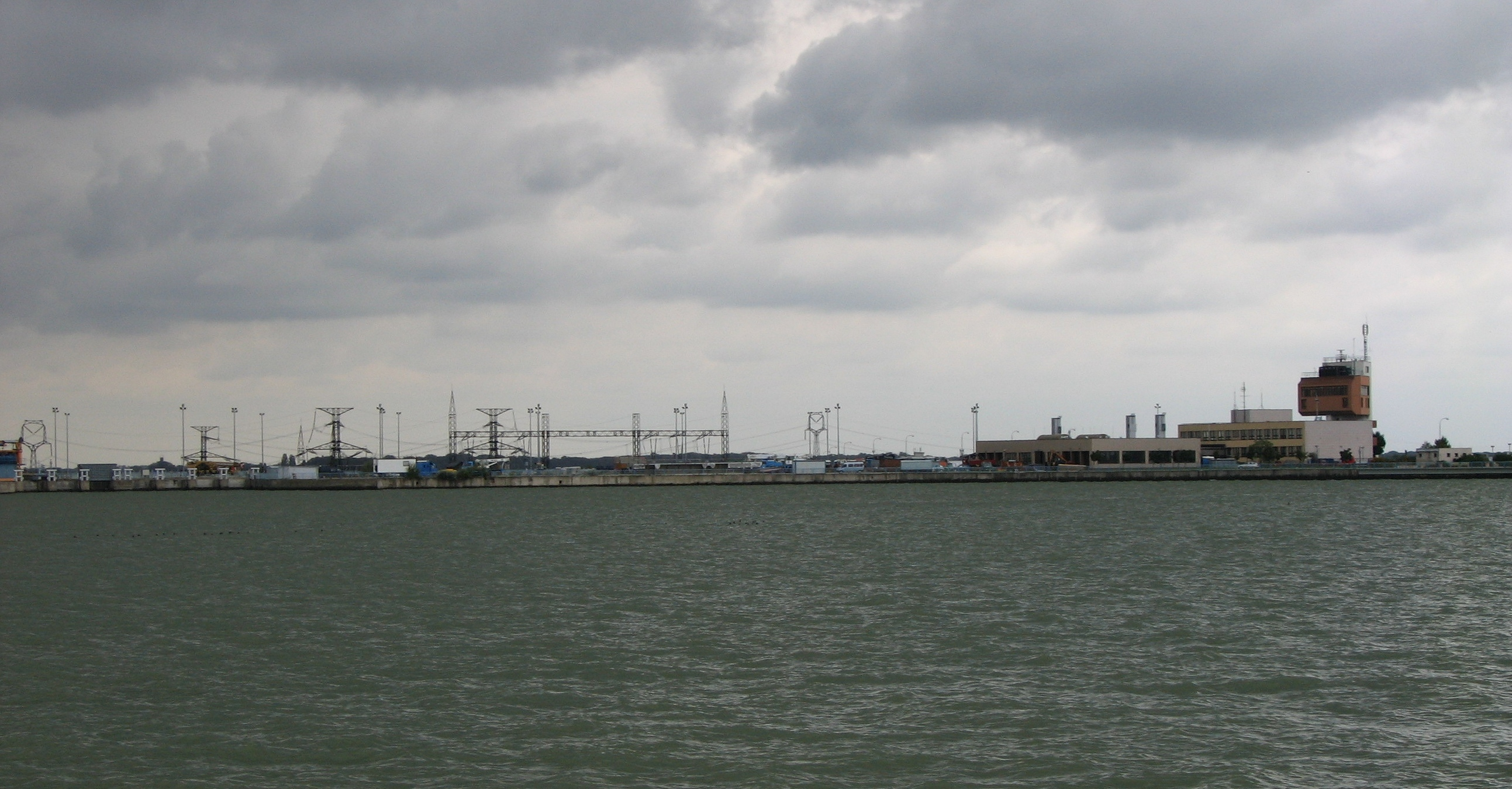
Gabčíkovo
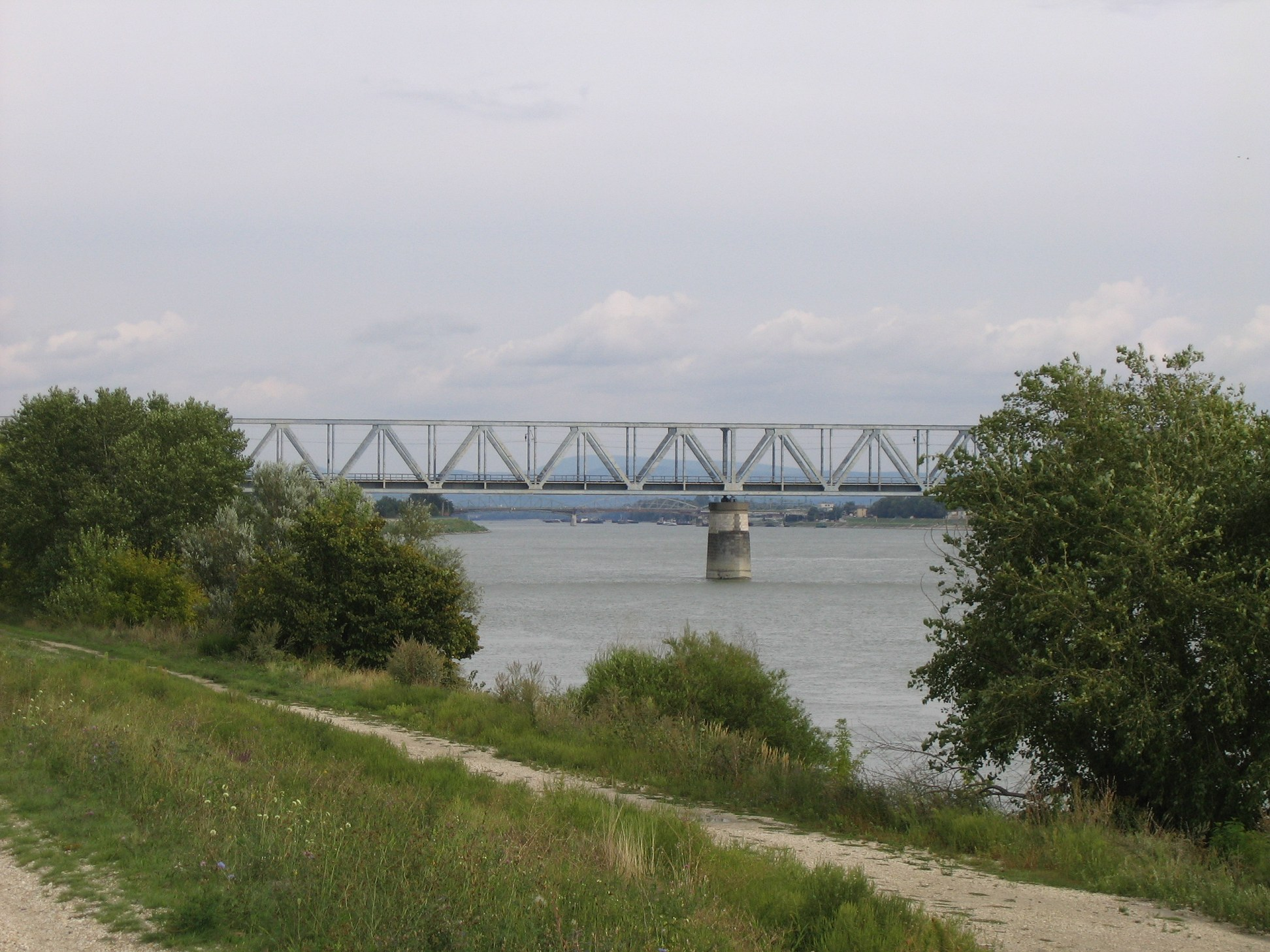
Komárno
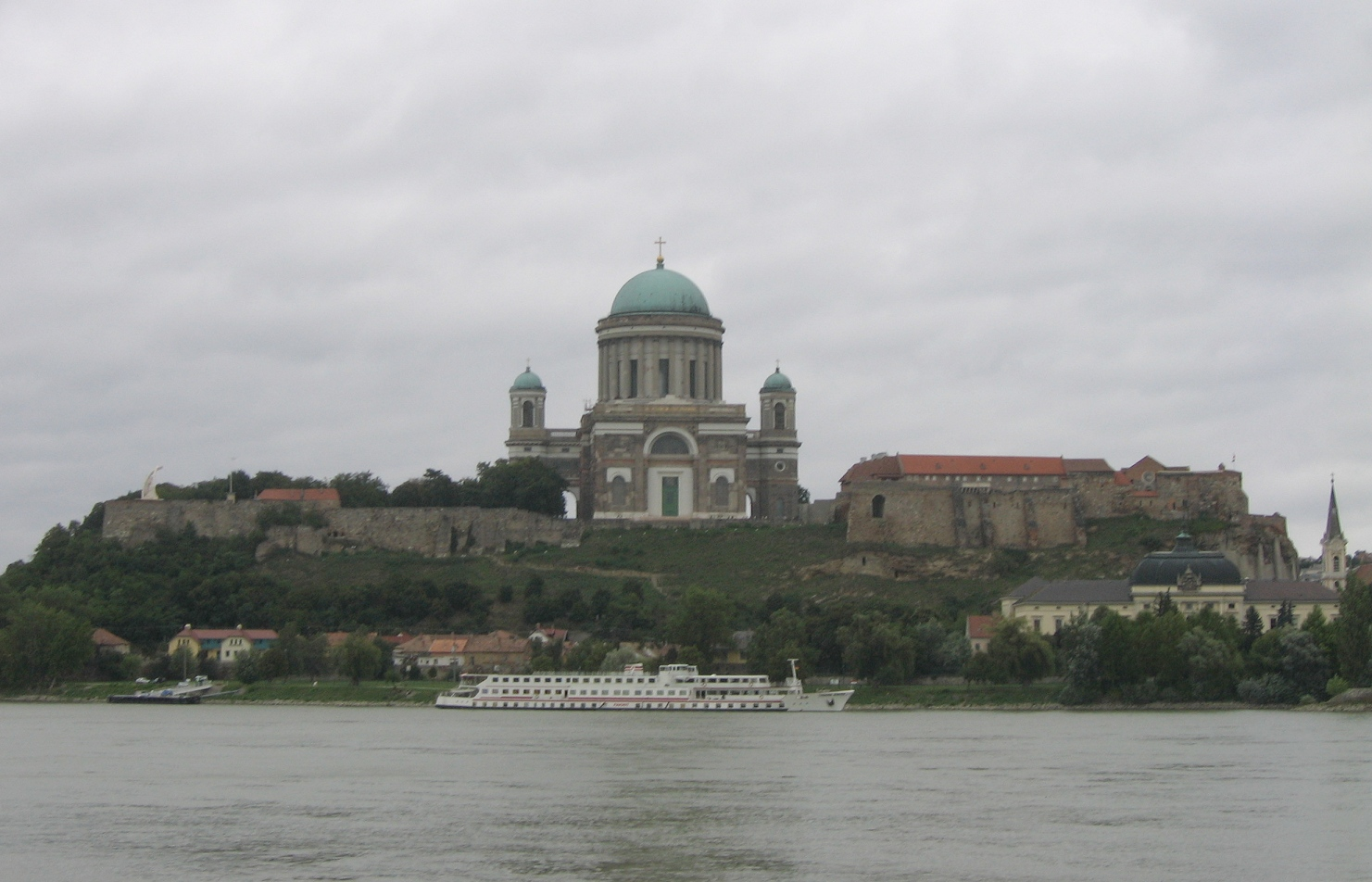
Esztergom
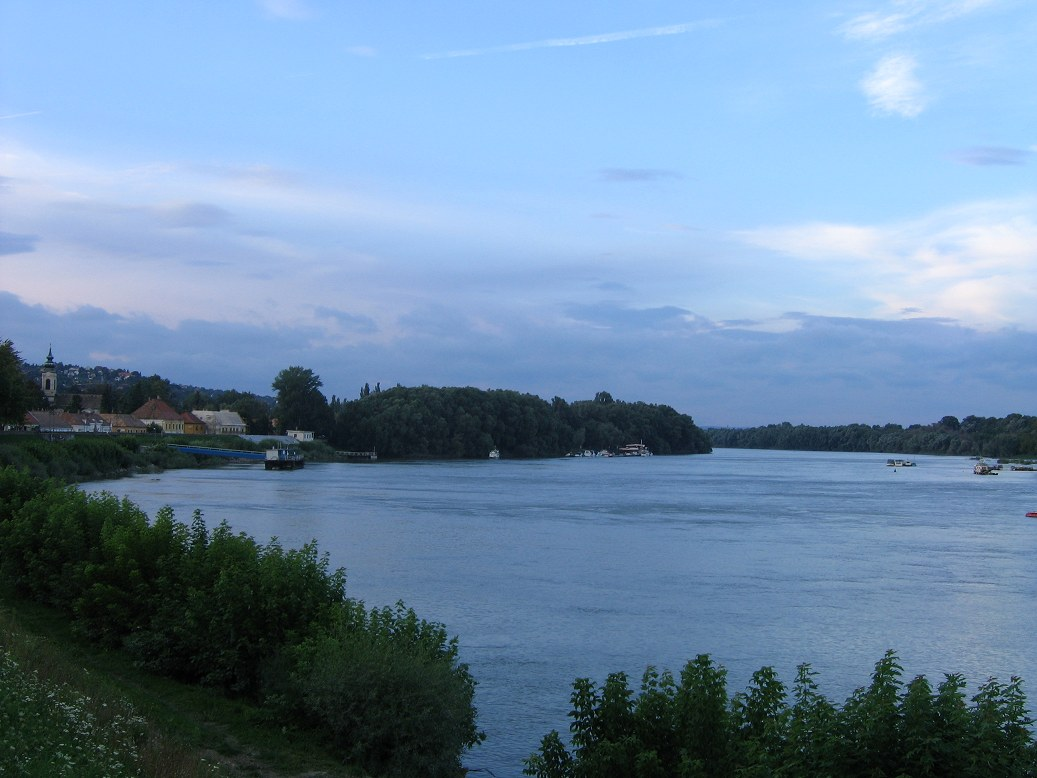
Szentendre
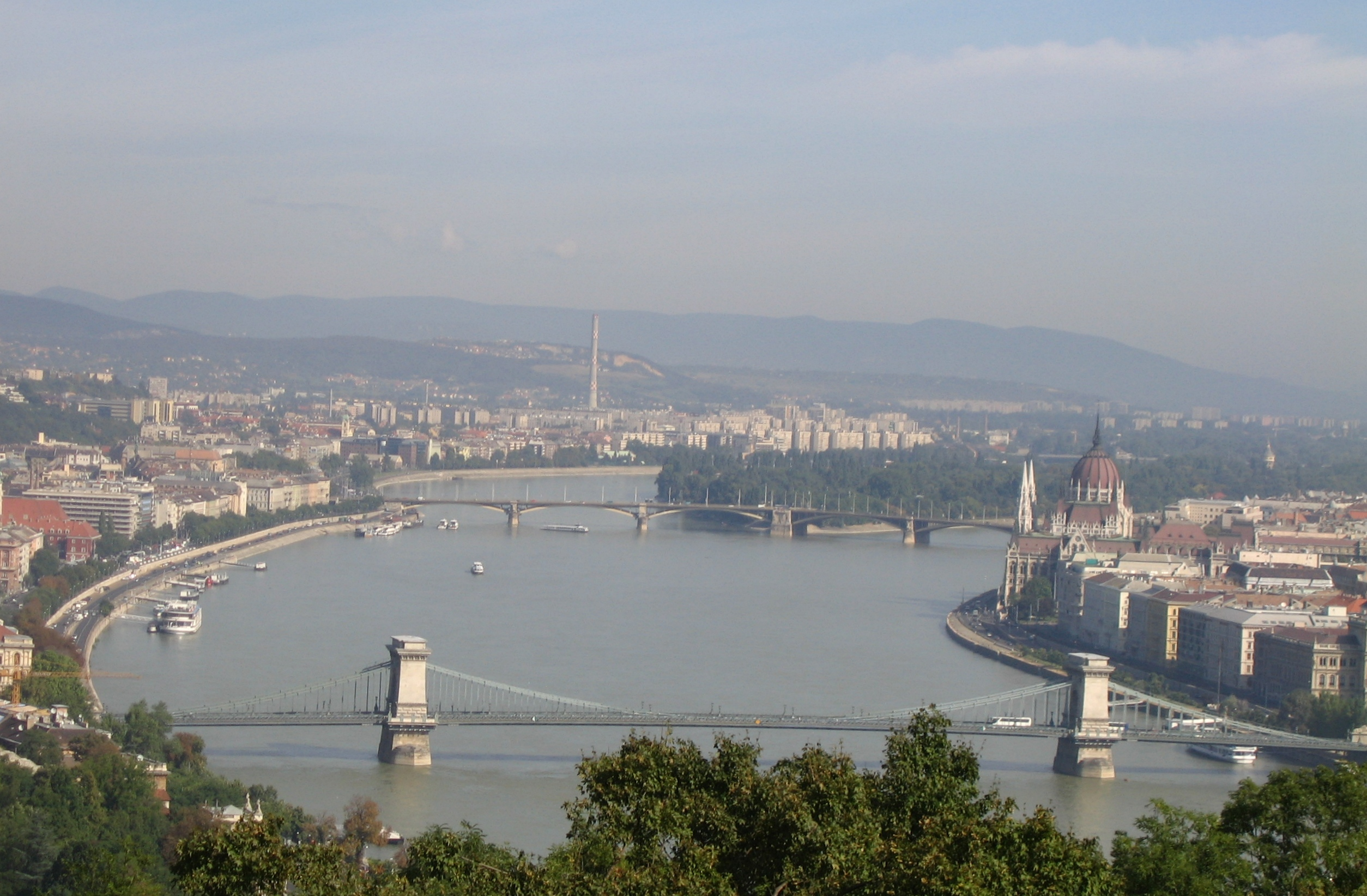
Boedapest